# Ultraviolettastronomie
Die Ultraviolettastronomie widmet sich der Untersuchung astronomischer Objekte im Bereich der Ultraviolettstrahlung (UV). In der Astronomie wird elektromagnetische Strahlung mit einer Wellenlänge zwischen etwa 10 und 380 Nanometer (nm) als ultraviolett bezeichnet. Dieser Wellenlängenbereich wird im Allgemeinen weiter unterteilt in das nahe UV (NUV, 200 bis 380 nm), das ferne UV (FUV, 100 bis 200 nm) und das extreme UV (EUV, 10 bis 100 nm). Kurzwellig schließt sich die Röntgenastronomie an den UV-Bereich an.

## Geschichte
Da die UV-Strahlung schon zu einem großen Teil in der Stratosphäre absorbiert wird, hauptsächlich durch den Sauerstoff bzw. das Ozon, ist eine Beobachtung durch Bodenstationen – auch von Bergen aus – nicht möglich. Anfangs wurden Messungen im nahen UV-Bereich bis etwa 200 nm Wellenlänge von Forschungsballons aus durchgeführt, die bis in Höhen von etwa 45 km vordringen konnten. Ab 1962 war mit Hilfe der insgesamt acht Orbiting-Solar-Observatory-Satelliten eine Beobachtung mit Hilfe von Satelliten möglich, wobei diese allerdings nur der Sonnenbeobachtung dienten. Ab 1972 bestand mit Copernicus und ähnlichen europäischen Satelliten auch die Möglichkeit, andere Objekte unter anderem im UV-Bereich zu beobachten. Allerdings gewann die Ultraviolettastronomie erst stark an Bedeutung, als von 1978 bis 1996 der International Ultraviolet Explorer (IUE) für fast zwei Jahrzehnte zur Verfügung stand, ebenso hat das Hubble-Weltraumteleskop UV-Instrumente an Bord und ermöglichte eine erneute Verbesserung der Ergebnisse. 2003 wurde mit GALEX ein weiterer Satellit zur Beobachtung im Ultravioletten gestartet. Die Forscher erhielten dadurch Zugang zu Licht mit Wellenlängen bis herunter zu 105 nm, was der speziellen Spiegelbeschichtung von Copernicus zu verdanken ist. Gewöhnliche Beschichtungen der in Hochleistungsteleskopen verwendeten Spiegel werden unterhalb von 160 nm opak. Deshalb hat man bei diesem Satelliten eine Beschichtung aus LiF gewählt, die allerdings hygroskopisch ist und daher vor dem Start im feuchten Klima Floridas Schwierigkeiten machte. Ein weiteres Vordringen in Bereiche kürzerer Wellenlängen bis zu 10 nm ist nur mit einem streifenden Einfall des Lichtes auf die Spiegel des Teleskops möglich.

## Bedeutung
Der UV-Bereich eignet sich unter anderem besonders zur Untersuchung heißer Sterne, die im UV intensiv strahlen. Ebenso gibt es Arten extragalaktischer Objekte mit intensiver UV-Strahlung. Neben den Objekten selbst kann auch die interstellare Materie zwischen der Erde und dem beobachteten Objekt gut untersucht werden, da im UV-Bereich zahlreiche interstellare Absorptionslinien existieren. So absorbiert diese die Strahlung unterhalb von 91,2 nm Wellenlänge sehr stark, weil bei dieser Energie der Wasserstoff in den H-II-Gebieten ionisiert wird. Durchlässig werden diese Gebiete wieder für Licht mit Wellenlängen von etwa 10 nm – ein Bereich, der noch erforscht werden muss.
Im Gegensatz zu den anderen modernen Zweigen der Astronomie, wie der Röntgen-, Radio- und Infrarotastronomie hat man mit der UV-Astronomie nicht in erster Linie neuartige Objekte wie etwa Röntgenquellen oder kalte Protosterne entdeckt. Vielmehr wird sie mit den Methoden der optischen Astronomie betrieben und es werden in erster Linie spektroskopische Untersuchungen zur physikalischen Zusammensetzung oder Radialgeschwindigkeit insbesondere heißer Sterne durchgeführt. Der Vorteil gegenüber der optischen Astronomie liegt hier in der großen Anzahl von Spektrallinien in diesem Wellenlängenbereich auch bei den im Universum häufig vorkommenden Elementen wie zum Beispiel die bekannte Lyman-Serie. Mit Hilfe der Ultraviolettastronomie gelang es, deutlich mehr über Gasflüsse um heiße Sterne und in Doppelsternsystemen zu erfahren. Aber auch innerhalb unseres Sonnensystems konnten mit Daten aus Ultraviolettbeobachtungen neue Erkenntnisse gewonnen werden. So konnte man durch die Untersuchung des durch den Sonnenwind ionisierten Gases im Schweif von Kometen deren Beschaffenheit bestimmen. Weiterhin konnte die Zusammensetzung der Atmosphären von Planeten – z. B. von der Venus – genauer erforscht werden.

## Bisher gestartete Ultraviolett-Weltraumteleskope
| Bezeichnung                                                | Jahr          | Bemerkungen                                                                |
| ---------------------------------------------------------- | ------------- | -------------------------------------------------------------------------- |
| Orbiting Solar Observatory OSO-1 bis OSO-8                 | 1962–1978     | 8 Satelliten für Sonnenbeobachtung                                         |
| Orbiting Astronomical Observatory 3 (Copernicus)           | 1972–1981     |                                                                            |
| Astronomische Nederlandse Satelliet (ANS)                  | 1974–1977     | Auch Röntgenteleskop                                                       |
| International Ultraviolet Explorer (IUE)                   | 1978–1996     |                                                                            |
| Astron                                                     | 1983–1989     |                                                                            |
| Hopkins Ultraviolet Telescope (HUT)                        | 1990 und 1995 | Teil der Shuttle-Missionen Astro-1 und -2                                  |
| Ultraviolet Imaging Telescope (UIT)                        | 1990 und 1995 | Teil der Shuttle-Missionen Astro-1 und -2                                  |
| Wisconsin Ultraviolet Photo-Polarimeter Experiment (WUPPE) | 1990 und 1995 | Teil der Shuttle-Missionen Astro-1 und -2                                  |
| ROSAT                                                      | 1990–1999     | Vorwiegend Röntgenastronomie                                               |
| Hubble-Weltraumteleskop (HST)                              | Seit 1990     | Auch für sichtbares Licht und nahes Infrarot                               |
| Solar and Heliospheric Observatory (SOHO)                  | seit 1995     | Sonnenbeobachtung, auch andere Wellenlängenbereiche                        |
| Extreme Ultraviolet Explorer (EUVE)                        | 1992–2001     |                                                                            |
| ORFEUS                                                     | 1993 und 1996 | Teil der Shuttle-Missionen STS-51 und -80                                  |
| TRACE                                                      | 1998–2010     | Sonnenbeobachtung                                                          |
| Far Ultraviolet Spectroscopic Explorer (FUSE)              | 1999–2007     |                                                                            |
| CHIPSat                                                    | 2003–2008     |                                                                            |
| Galaxy Evolution Explorer (GALEX)                          | seit 2003     |                                                                            |
| Swift                                                      | seit 2004     | Lokalisierung von Gammablitzen, auch Röntgenstrahlung und sichtbares Licht |